# Обратный мат
Обра́тный мат, са́момат (англ. selfmate, нем. Selbstmatt) — вид неортодоксальной композиции, в котором белые начинают и вынуждают противника поставить мат белому королю в заданное число ходов. Чёрные делают матующий ход по одной из двух причин: либо находятся в цугцванге, либо защищаются от шаха, что делает этот вид композиции весьма трудным для воплощения.
Задачи на обратный мат были известны ещё в XIII веке. Первая задача с обратным матом встречается среди древнеарабских мансуб и датируется 1270 годом. Такие задачи были очень популярными в России в XIX веке и назывались «киперганями» от французского выражения qui perd gagne («кто проигрывает, тот выигрывает»). Также в русскоязычных изданиях ранее встречался термин самомат.
В России задачи на обратный мат составлял первый русский мастер А. А. Петров. За рубежом этому жанру шахматной композиции уделяли внимание такие составители как Луиджи Муссини, Г. Болтон, Дж. Браун, У. Шинкман. Первая русская теоретическая работа о задачах на обратный мат принадлежит К. Янишу — «Теория киперганей, или обратных матов» («Шахматный листок», 1859—1861), который был также автором ряда таких задач. В XX веке этот жанр получил широкое распространение, особенно за рубежом: регулярно проводятся конкурсы составления, задачи на обратный мат включаются в крупные международные соревнования — турниры на первенство мира, отборочные конкурсы в Альбомы ФИДЕ и другие.
В задачах на обратный мат часто реализуются идеи, которые неосуществимы в ортодоксальной композиции. Составленная Отто Титусом Блати задача на обратный мат в 342 хода была рекордной с 1922 по 2015 гг. 
В 2016 году математик А. Стеценко переработал эту задачу (5NK1/Nn6/p1p5/PbP5/B3N2p/p2Q1PP1/pbP2pqP/rk1n4).
В результате получилась рекордная задача на обратный мат в 359 ходов.
Кроме того, в миниатюре (7 фигур) рекорд принадлежит У. Шинкману — 298 ходов.
Принцип экономии в задачах на обратный мат распространяется в первую очередь на использование чёрного материала.
Разновидность обратного мата — рефлексный мат, дополнительное условие которого — любая из сторон обязана дать мат королю соперника в один ход при первой возможности. Рефлексный мат был впервые осуществлён Б. Лоусом в 1885 году. В таких задачах достоинством считаются ложные следы, в которых давать мат вынуждены белые.

## Нотация
В шахматной композиции при записи условия для обратных матов обычно используется следующая нотация: сначала указывается латинская буква «s» (англ. self-; нем. selbst-), затем знак мата «#», затем количество ходов задания. Например, «s#2» означает «обратный мат в 2 хода».

## Задачи
|   | a | b | c | d | e | f | g | h |   |
| - | --- | --- | --- | --- | --- | --- | --- | --- | - |
| 8 | c8 чёрный слон · d8 чёрная ладья · a7 чёрный ферзь · b7 чёрная пешка · c7 чёрная ладья · d7 чёрный король · g7 чёрная пешка · h7 белая ладья · g6 белый слон · h6 чёрная пешка · a5 чёрный слон · c5 белый ферзь · f5 белый король · g5 белый конь · h5 белый конь · e4 белая пешка · c3 чёрная пешка · d3 чёрный конь · h2 чёрный конь · d1 белая ладья | c8 чёрный слон · d8 чёрная ладья · a7 чёрный ферзь · b7 чёрная пешка · c7 чёрная ладья · d7 чёрный король · g7 чёрная пешка · h7 белая ладья · g6 белый слон · h6 чёрная пешка · a5 чёрный слон · c5 белый ферзь · f5 белый король · g5 белый конь · h5 белый конь · e4 белая пешка · c3 чёрная пешка · d3 чёрный конь · h2 чёрный конь · d1 белая ладья | c8 чёрный слон · d8 чёрная ладья · a7 чёрный ферзь · b7 чёрная пешка · c7 чёрная ладья · d7 чёрный король · g7 чёрная пешка · h7 белая ладья · g6 белый слон · h6 чёрная пешка · a5 чёрный слон · c5 белый ферзь · f5 белый король · g5 белый конь · h5 белый конь · e4 белая пешка · c3 чёрная пешка · d3 чёрный конь · h2 чёрный конь · d1 белая ладья | c8 чёрный слон · d8 чёрная ладья · a7 чёрный ферзь · b7 чёрная пешка · c7 чёрная ладья · d7 чёрный король · g7 чёрная пешка · h7 белая ладья · g6 белый слон · h6 чёрная пешка · a5 чёрный слон · c5 белый ферзь · f5 белый король · g5 белый конь · h5 белый конь · e4 белая пешка · c3 чёрная пешка · d3 чёрный конь · h2 чёрный конь · d1 белая ладья | c8 чёрный слон · d8 чёрная ладья · a7 чёрный ферзь · b7 чёрная пешка · c7 чёрная ладья · d7 чёрный король · g7 чёрная пешка · h7 белая ладья · g6 белый слон · h6 чёрная пешка · a5 чёрный слон · c5 белый ферзь · f5 белый король · g5 белый конь · h5 белый конь · e4 белая пешка · c3 чёрная пешка · d3 чёрный конь · h2 чёрный конь · d1 белая ладья | c8 чёрный слон · d8 чёрная ладья · a7 чёрный ферзь · b7 чёрная пешка · c7 чёрная ладья · d7 чёрный король · g7 чёрная пешка · h7 белая ладья · g6 белый слон · h6 чёрная пешка · a5 чёрный слон · c5 белый ферзь · f5 белый король · g5 белый конь · h5 белый конь · e4 белая пешка · c3 чёрная пешка · d3 чёрный конь · h2 чёрный конь · d1 белая ладья | c8 чёрный слон · d8 чёрная ладья · a7 чёрный ферзь · b7 чёрная пешка · c7 чёрная ладья · d7 чёрный король · g7 чёрная пешка · h7 белая ладья · g6 белый слон · h6 чёрная пешка · a5 чёрный слон · c5 белый ферзь · f5 белый король · g5 белый конь · h5 белый конь · e4 белая пешка · c3 чёрная пешка · d3 чёрный конь · h2 чёрный конь · d1 белая ладья | c8 чёрный слон · d8 чёрная ладья · a7 чёрный ферзь · b7 чёрная пешка · c7 чёрная ладья · d7 чёрный король · g7 чёрная пешка · h7 белая ладья · g6 белый слон · h6 чёрная пешка · a5 чёрный слон · c5 белый ферзь · f5 белый король · g5 белый конь · h5 белый конь · e4 белая пешка · c3 чёрная пешка · d3 чёрный конь · h2 чёрный конь · d1 белая ладья | 8 |
| 7 | c8 чёрный слон · d8 чёрная ладья · a7 чёрный ферзь · b7 чёрная пешка · c7 чёрная ладья · d7 чёрный король · g7 чёрная пешка · h7 белая ладья · g6 белый слон · h6 чёрная пешка · a5 чёрный слон · c5 белый ферзь · f5 белый король · g5 белый конь · h5 белый конь · e4 белая пешка · c3 чёрная пешка · d3 чёрный конь · h2 чёрный конь · d1 белая ладья | c8 чёрный слон · d8 чёрная ладья · a7 чёрный ферзь · b7 чёрная пешка · c7 чёрная ладья · d7 чёрный король · g7 чёрная пешка · h7 белая ладья · g6 белый слон · h6 чёрная пешка · a5 чёрный слон · c5 белый ферзь · f5 белый король · g5 белый конь · h5 белый конь · e4 белая пешка · c3 чёрная пешка · d3 чёрный конь · h2 чёрный конь · d1 белая ладья | c8 чёрный слон · d8 чёрная ладья · a7 чёрный ферзь · b7 чёрная пешка · c7 чёрная ладья · d7 чёрный король · g7 чёрная пешка · h7 белая ладья · g6 белый слон · h6 чёрная пешка · a5 чёрный слон · c5 белый ферзь · f5 белый король · g5 белый конь · h5 белый конь · e4 белая пешка · c3 чёрная пешка · d3 чёрный конь · h2 чёрный конь · d1 белая ладья | c8 чёрный слон · d8 чёрная ладья · a7 чёрный ферзь · b7 чёрная пешка · c7 чёрная ладья · d7 чёрный король · g7 чёрная пешка · h7 белая ладья · g6 белый слон · h6 чёрная пешка · a5 чёрный слон · c5 белый ферзь · f5 белый король · g5 белый конь · h5 белый конь · e4 белая пешка · c3 чёрная пешка · d3 чёрный конь · h2 чёрный конь · d1 белая ладья | c8 чёрный слон · d8 чёрная ладья · a7 чёрный ферзь · b7 чёрная пешка · c7 чёрная ладья · d7 чёрный король · g7 чёрная пешка · h7 белая ладья · g6 белый слон · h6 чёрная пешка · a5 чёрный слон · c5 белый ферзь · f5 белый король · g5 белый конь · h5 белый конь · e4 белая пешка · c3 чёрная пешка · d3 чёрный конь · h2 чёрный конь · d1 белая ладья | c8 чёрный слон · d8 чёрная ладья · a7 чёрный ферзь · b7 чёрная пешка · c7 чёрная ладья · d7 чёрный король · g7 чёрная пешка · h7 белая ладья · g6 белый слон · h6 чёрная пешка · a5 чёрный слон · c5 белый ферзь · f5 белый король · g5 белый конь · h5 белый конь · e4 белая пешка · c3 чёрная пешка · d3 чёрный конь · h2 чёрный конь · d1 белая ладья | c8 чёрный слон · d8 чёрная ладья · a7 чёрный ферзь · b7 чёрная пешка · c7 чёрная ладья · d7 чёрный король · g7 чёрная пешка · h7 белая ладья · g6 белый слон · h6 чёрная пешка · a5 чёрный слон · c5 белый ферзь · f5 белый король · g5 белый конь · h5 белый конь · e4 белая пешка · c3 чёрная пешка · d3 чёрный конь · h2 чёрный конь · d1 белая ладья | c8 чёрный слон · d8 чёрная ладья · a7 чёрный ферзь · b7 чёрная пешка · c7 чёрная ладья · d7 чёрный король · g7 чёрная пешка · h7 белая ладья · g6 белый слон · h6 чёрная пешка · a5 чёрный слон · c5 белый ферзь · f5 белый король · g5 белый конь · h5 белый конь · e4 белая пешка · c3 чёрная пешка · d3 чёрный конь · h2 чёрный конь · d1 белая ладья | 7 |
| 6 | c8 чёрный слон · d8 чёрная ладья · a7 чёрный ферзь · b7 чёрная пешка · c7 чёрная ладья · d7 чёрный король · g7 чёрная пешка · h7 белая ладья · g6 белый слон · h6 чёрная пешка · a5 чёрный слон · c5 белый ферзь · f5 белый король · g5 белый конь · h5 белый конь · e4 белая пешка · c3 чёрная пешка · d3 чёрный конь · h2 чёрный конь · d1 белая ладья | c8 чёрный слон · d8 чёрная ладья · a7 чёрный ферзь · b7 чёрная пешка · c7 чёрная ладья · d7 чёрный король · g7 чёрная пешка · h7 белая ладья · g6 белый слон · h6 чёрная пешка · a5 чёрный слон · c5 белый ферзь · f5 белый король · g5 белый конь · h5 белый конь · e4 белая пешка · c3 чёрная пешка · d3 чёрный конь · h2 чёрный конь · d1 белая ладья | c8 чёрный слон · d8 чёрная ладья · a7 чёрный ферзь · b7 чёрная пешка · c7 чёрная ладья · d7 чёрный король · g7 чёрная пешка · h7 белая ладья · g6 белый слон · h6 чёрная пешка · a5 чёрный слон · c5 белый ферзь · f5 белый король · g5 белый конь · h5 белый конь · e4 белая пешка · c3 чёрная пешка · d3 чёрный конь · h2 чёрный конь · d1 белая ладья | c8 чёрный слон · d8 чёрная ладья · a7 чёрный ферзь · b7 чёрная пешка · c7 чёрная ладья · d7 чёрный король · g7 чёрная пешка · h7 белая ладья · g6 белый слон · h6 чёрная пешка · a5 чёрный слон · c5 белый ферзь · f5 белый король · g5 белый конь · h5 белый конь · e4 белая пешка · c3 чёрная пешка · d3 чёрный конь · h2 чёрный конь · d1 белая ладья | c8 чёрный слон · d8 чёрная ладья · a7 чёрный ферзь · b7 чёрная пешка · c7 чёрная ладья · d7 чёрный король · g7 чёрная пешка · h7 белая ладья · g6 белый слон · h6 чёрная пешка · a5 чёрный слон · c5 белый ферзь · f5 белый король · g5 белый конь · h5 белый конь · e4 белая пешка · c3 чёрная пешка · d3 чёрный конь · h2 чёрный конь · d1 белая ладья | c8 чёрный слон · d8 чёрная ладья · a7 чёрный ферзь · b7 чёрная пешка · c7 чёрная ладья · d7 чёрный король · g7 чёрная пешка · h7 белая ладья · g6 белый слон · h6 чёрная пешка · a5 чёрный слон · c5 белый ферзь · f5 белый король · g5 белый конь · h5 белый конь · e4 белая пешка · c3 чёрная пешка · d3 чёрный конь · h2 чёрный конь · d1 белая ладья | c8 чёрный слон · d8 чёрная ладья · a7 чёрный ферзь · b7 чёрная пешка · c7 чёрная ладья · d7 чёрный король · g7 чёрная пешка · h7 белая ладья · g6 белый слон · h6 чёрная пешка · a5 чёрный слон · c5 белый ферзь · f5 белый король · g5 белый конь · h5 белый конь · e4 белая пешка · c3 чёрная пешка · d3 чёрный конь · h2 чёрный конь · d1 белая ладья | c8 чёрный слон · d8 чёрная ладья · a7 чёрный ферзь · b7 чёрная пешка · c7 чёрная ладья · d7 чёрный король · g7 чёрная пешка · h7 белая ладья · g6 белый слон · h6 чёрная пешка · a5 чёрный слон · c5 белый ферзь · f5 белый король · g5 белый конь · h5 белый конь · e4 белая пешка · c3 чёрная пешка · d3 чёрный конь · h2 чёрный конь · d1 белая ладья | 6 |
| 5 | c8 чёрный слон · d8 чёрная ладья · a7 чёрный ферзь · b7 чёрная пешка · c7 чёрная ладья · d7 чёрный король · g7 чёрная пешка · h7 белая ладья · g6 белый слон · h6 чёрная пешка · a5 чёрный слон · c5 белый ферзь · f5 белый король · g5 белый конь · h5 белый конь · e4 белая пешка · c3 чёрная пешка · d3 чёрный конь · h2 чёрный конь · d1 белая ладья | c8 чёрный слон · d8 чёрная ладья · a7 чёрный ферзь · b7 чёрная пешка · c7 чёрная ладья · d7 чёрный король · g7 чёрная пешка · h7 белая ладья · g6 белый слон · h6 чёрная пешка · a5 чёрный слон · c5 белый ферзь · f5 белый король · g5 белый конь · h5 белый конь · e4 белая пешка · c3 чёрная пешка · d3 чёрный конь · h2 чёрный конь · d1 белая ладья | c8 чёрный слон · d8 чёрная ладья · a7 чёрный ферзь · b7 чёрная пешка · c7 чёрная ладья · d7 чёрный король · g7 чёрная пешка · h7 белая ладья · g6 белый слон · h6 чёрная пешка · a5 чёрный слон · c5 белый ферзь · f5 белый король · g5 белый конь · h5 белый конь · e4 белая пешка · c3 чёрная пешка · d3 чёрный конь · h2 чёрный конь · d1 белая ладья | c8 чёрный слон · d8 чёрная ладья · a7 чёрный ферзь · b7 чёрная пешка · c7 чёрная ладья · d7 чёрный король · g7 чёрная пешка · h7 белая ладья · g6 белый слон · h6 чёрная пешка · a5 чёрный слон · c5 белый ферзь · f5 белый король · g5 белый конь · h5 белый конь · e4 белая пешка · c3 чёрная пешка · d3 чёрный конь · h2 чёрный конь · d1 белая ладья | c8 чёрный слон · d8 чёрная ладья · a7 чёрный ферзь · b7 чёрная пешка · c7 чёрная ладья · d7 чёрный король · g7 чёрная пешка · h7 белая ладья · g6 белый слон · h6 чёрная пешка · a5 чёрный слон · c5 белый ферзь · f5 белый король · g5 белый конь · h5 белый конь · e4 белая пешка · c3 чёрная пешка · d3 чёрный конь · h2 чёрный конь · d1 белая ладья | c8 чёрный слон · d8 чёрная ладья · a7 чёрный ферзь · b7 чёрная пешка · c7 чёрная ладья · d7 чёрный король · g7 чёрная пешка · h7 белая ладья · g6 белый слон · h6 чёрная пешка · a5 чёрный слон · c5 белый ферзь · f5 белый король · g5 белый конь · h5 белый конь · e4 белая пешка · c3 чёрная пешка · d3 чёрный конь · h2 чёрный конь · d1 белая ладья | c8 чёрный слон · d8 чёрная ладья · a7 чёрный ферзь · b7 чёрная пешка · c7 чёрная ладья · d7 чёрный король · g7 чёрная пешка · h7 белая ладья · g6 белый слон · h6 чёрная пешка · a5 чёрный слон · c5 белый ферзь · f5 белый король · g5 белый конь · h5 белый конь · e4 белая пешка · c3 чёрная пешка · d3 чёрный конь · h2 чёрный конь · d1 белая ладья | c8 чёрный слон · d8 чёрная ладья · a7 чёрный ферзь · b7 чёрная пешка · c7 чёрная ладья · d7 чёрный король · g7 чёрная пешка · h7 белая ладья · g6 белый слон · h6 чёрная пешка · a5 чёрный слон · c5 белый ферзь · f5 белый король · g5 белый конь · h5 белый конь · e4 белая пешка · c3 чёрная пешка · d3 чёрный конь · h2 чёрный конь · d1 белая ладья | 5 |
| 4 | c8 чёрный слон · d8 чёрная ладья · a7 чёрный ферзь · b7 чёрная пешка · c7 чёрная ладья · d7 чёрный король · g7 чёрная пешка · h7 белая ладья · g6 белый слон · h6 чёрная пешка · a5 чёрный слон · c5 белый ферзь · f5 белый король · g5 белый конь · h5 белый конь · e4 белая пешка · c3 чёрная пешка · d3 чёрный конь · h2 чёрный конь · d1 белая ладья | c8 чёрный слон · d8 чёрная ладья · a7 чёрный ферзь · b7 чёрная пешка · c7 чёрная ладья · d7 чёрный король · g7 чёрная пешка · h7 белая ладья · g6 белый слон · h6 чёрная пешка · a5 чёрный слон · c5 белый ферзь · f5 белый король · g5 белый конь · h5 белый конь · e4 белая пешка · c3 чёрная пешка · d3 чёрный конь · h2 чёрный конь · d1 белая ладья | c8 чёрный слон · d8 чёрная ладья · a7 чёрный ферзь · b7 чёрная пешка · c7 чёрная ладья · d7 чёрный король · g7 чёрная пешка · h7 белая ладья · g6 белый слон · h6 чёрная пешка · a5 чёрный слон · c5 белый ферзь · f5 белый король · g5 белый конь · h5 белый конь · e4 белая пешка · c3 чёрная пешка · d3 чёрный конь · h2 чёрный конь · d1 белая ладья | c8 чёрный слон · d8 чёрная ладья · a7 чёрный ферзь · b7 чёрная пешка · c7 чёрная ладья · d7 чёрный король · g7 чёрная пешка · h7 белая ладья · g6 белый слон · h6 чёрная пешка · a5 чёрный слон · c5 белый ферзь · f5 белый король · g5 белый конь · h5 белый конь · e4 белая пешка · c3 чёрная пешка · d3 чёрный конь · h2 чёрный конь · d1 белая ладья | c8 чёрный слон · d8 чёрная ладья · a7 чёрный ферзь · b7 чёрная пешка · c7 чёрная ладья · d7 чёрный король · g7 чёрная пешка · h7 белая ладья · g6 белый слон · h6 чёрная пешка · a5 чёрный слон · c5 белый ферзь · f5 белый король · g5 белый конь · h5 белый конь · e4 белая пешка · c3 чёрная пешка · d3 чёрный конь · h2 чёрный конь · d1 белая ладья | c8 чёрный слон · d8 чёрная ладья · a7 чёрный ферзь · b7 чёрная пешка · c7 чёрная ладья · d7 чёрный король · g7 чёрная пешка · h7 белая ладья · g6 белый слон · h6 чёрная пешка · a5 чёрный слон · c5 белый ферзь · f5 белый король · g5 белый конь · h5 белый конь · e4 белая пешка · c3 чёрная пешка · d3 чёрный конь · h2 чёрный конь · d1 белая ладья | c8 чёрный слон · d8 чёрная ладья · a7 чёрный ферзь · b7 чёрная пешка · c7 чёрная ладья · d7 чёрный король · g7 чёрная пешка · h7 белая ладья · g6 белый слон · h6 чёрная пешка · a5 чёрный слон · c5 белый ферзь · f5 белый король · g5 белый конь · h5 белый конь · e4 белая пешка · c3 чёрная пешка · d3 чёрный конь · h2 чёрный конь · d1 белая ладья | c8 чёрный слон · d8 чёрная ладья · a7 чёрный ферзь · b7 чёрная пешка · c7 чёрная ладья · d7 чёрный король · g7 чёрная пешка · h7 белая ладья · g6 белый слон · h6 чёрная пешка · a5 чёрный слон · c5 белый ферзь · f5 белый король · g5 белый конь · h5 белый конь · e4 белая пешка · c3 чёрная пешка · d3 чёрный конь · h2 чёрный конь · d1 белая ладья | 4 |
| 3 | c8 чёрный слон · d8 чёрная ладья · a7 чёрный ферзь · b7 чёрная пешка · c7 чёрная ладья · d7 чёрный король · g7 чёрная пешка · h7 белая ладья · g6 белый слон · h6 чёрная пешка · a5 чёрный слон · c5 белый ферзь · f5 белый король · g5 белый конь · h5 белый конь · e4 белая пешка · c3 чёрная пешка · d3 чёрный конь · h2 чёрный конь · d1 белая ладья | c8 чёрный слон · d8 чёрная ладья · a7 чёрный ферзь · b7 чёрная пешка · c7 чёрная ладья · d7 чёрный король · g7 чёрная пешка · h7 белая ладья · g6 белый слон · h6 чёрная пешка · a5 чёрный слон · c5 белый ферзь · f5 белый король · g5 белый конь · h5 белый конь · e4 белая пешка · c3 чёрная пешка · d3 чёрный конь · h2 чёрный конь · d1 белая ладья | c8 чёрный слон · d8 чёрная ладья · a7 чёрный ферзь · b7 чёрная пешка · c7 чёрная ладья · d7 чёрный король · g7 чёрная пешка · h7 белая ладья · g6 белый слон · h6 чёрная пешка · a5 чёрный слон · c5 белый ферзь · f5 белый король · g5 белый конь · h5 белый конь · e4 белая пешка · c3 чёрная пешка · d3 чёрный конь · h2 чёрный конь · d1 белая ладья | c8 чёрный слон · d8 чёрная ладья · a7 чёрный ферзь · b7 чёрная пешка · c7 чёрная ладья · d7 чёрный король · g7 чёрная пешка · h7 белая ладья · g6 белый слон · h6 чёрная пешка · a5 чёрный слон · c5 белый ферзь · f5 белый король · g5 белый конь · h5 белый конь · e4 белая пешка · c3 чёрная пешка · d3 чёрный конь · h2 чёрный конь · d1 белая ладья | c8 чёрный слон · d8 чёрная ладья · a7 чёрный ферзь · b7 чёрная пешка · c7 чёрная ладья · d7 чёрный король · g7 чёрная пешка · h7 белая ладья · g6 белый слон · h6 чёрная пешка · a5 чёрный слон · c5 белый ферзь · f5 белый король · g5 белый конь · h5 белый конь · e4 белая пешка · c3 чёрная пешка · d3 чёрный конь · h2 чёрный конь · d1 белая ладья | c8 чёрный слон · d8 чёрная ладья · a7 чёрный ферзь · b7 чёрная пешка · c7 чёрная ладья · d7 чёрный король · g7 чёрная пешка · h7 белая ладья · g6 белый слон · h6 чёрная пешка · a5 чёрный слон · c5 белый ферзь · f5 белый король · g5 белый конь · h5 белый конь · e4 белая пешка · c3 чёрная пешка · d3 чёрный конь · h2 чёрный конь · d1 белая ладья | c8 чёрный слон · d8 чёрная ладья · a7 чёрный ферзь · b7 чёрная пешка · c7 чёрная ладья · d7 чёрный король · g7 чёрная пешка · h7 белая ладья · g6 белый слон · h6 чёрная пешка · a5 чёрный слон · c5 белый ферзь · f5 белый король · g5 белый конь · h5 белый конь · e4 белая пешка · c3 чёрная пешка · d3 чёрный конь · h2 чёрный конь · d1 белая ладья | c8 чёрный слон · d8 чёрная ладья · a7 чёрный ферзь · b7 чёрная пешка · c7 чёрная ладья · d7 чёрный король · g7 чёрная пешка · h7 белая ладья · g6 белый слон · h6 чёрная пешка · a5 чёрный слон · c5 белый ферзь · f5 белый король · g5 белый конь · h5 белый конь · e4 белая пешка · c3 чёрная пешка · d3 чёрный конь · h2 чёрный конь · d1 белая ладья | 3 |
| 2 | c8 чёрный слон · d8 чёрная ладья · a7 чёрный ферзь · b7 чёрная пешка · c7 чёрная ладья · d7 чёрный король · g7 чёрная пешка · h7 белая ладья · g6 белый слон · h6 чёрная пешка · a5 чёрный слон · c5 белый ферзь · f5 белый король · g5 белый конь · h5 белый конь · e4 белая пешка · c3 чёрная пешка · d3 чёрный конь · h2 чёрный конь · d1 белая ладья | c8 чёрный слон · d8 чёрная ладья · a7 чёрный ферзь · b7 чёрная пешка · c7 чёрная ладья · d7 чёрный король · g7 чёрная пешка · h7 белая ладья · g6 белый слон · h6 чёрная пешка · a5 чёрный слон · c5 белый ферзь · f5 белый король · g5 белый конь · h5 белый конь · e4 белая пешка · c3 чёрная пешка · d3 чёрный конь · h2 чёрный конь · d1 белая ладья | c8 чёрный слон · d8 чёрная ладья · a7 чёрный ферзь · b7 чёрная пешка · c7 чёрная ладья · d7 чёрный король · g7 чёрная пешка · h7 белая ладья · g6 белый слон · h6 чёрная пешка · a5 чёрный слон · c5 белый ферзь · f5 белый король · g5 белый конь · h5 белый конь · e4 белая пешка · c3 чёрная пешка · d3 чёрный конь · h2 чёрный конь · d1 белая ладья | c8 чёрный слон · d8 чёрная ладья · a7 чёрный ферзь · b7 чёрная пешка · c7 чёрная ладья · d7 чёрный король · g7 чёрная пешка · h7 белая ладья · g6 белый слон · h6 чёрная пешка · a5 чёрный слон · c5 белый ферзь · f5 белый король · g5 белый конь · h5 белый конь · e4 белая пешка · c3 чёрная пешка · d3 чёрный конь · h2 чёрный конь · d1 белая ладья | c8 чёрный слон · d8 чёрная ладья · a7 чёрный ферзь · b7 чёрная пешка · c7 чёрная ладья · d7 чёрный король · g7 чёрная пешка · h7 белая ладья · g6 белый слон · h6 чёрная пешка · a5 чёрный слон · c5 белый ферзь · f5 белый король · g5 белый конь · h5 белый конь · e4 белая пешка · c3 чёрная пешка · d3 чёрный конь · h2 чёрный конь · d1 белая ладья | c8 чёрный слон · d8 чёрная ладья · a7 чёрный ферзь · b7 чёрная пешка · c7 чёрная ладья · d7 чёрный король · g7 чёрная пешка · h7 белая ладья · g6 белый слон · h6 чёрная пешка · a5 чёрный слон · c5 белый ферзь · f5 белый король · g5 белый конь · h5 белый конь · e4 белая пешка · c3 чёрная пешка · d3 чёрный конь · h2 чёрный конь · d1 белая ладья | c8 чёрный слон · d8 чёрная ладья · a7 чёрный ферзь · b7 чёрная пешка · c7 чёрная ладья · d7 чёрный король · g7 чёрная пешка · h7 белая ладья · g6 белый слон · h6 чёрная пешка · a5 чёрный слон · c5 белый ферзь · f5 белый король · g5 белый конь · h5 белый конь · e4 белая пешка · c3 чёрная пешка · d3 чёрный конь · h2 чёрный конь · d1 белая ладья | c8 чёрный слон · d8 чёрная ладья · a7 чёрный ферзь · b7 чёрная пешка · c7 чёрная ладья · d7 чёрный король · g7 чёрная пешка · h7 белая ладья · g6 белый слон · h6 чёрная пешка · a5 чёрный слон · c5 белый ферзь · f5 белый король · g5 белый конь · h5 белый конь · e4 белая пешка · c3 чёрная пешка · d3 чёрный конь · h2 чёрный конь · d1 белая ладья | 2 |
| 1 | c8 чёрный слон · d8 чёрная ладья · a7 чёрный ферзь · b7 чёрная пешка · c7 чёрная ладья · d7 чёрный король · g7 чёрная пешка · h7 белая ладья · g6 белый слон · h6 чёрная пешка · a5 чёрный слон · c5 белый ферзь · f5 белый король · g5 белый конь · h5 белый конь · e4 белая пешка · c3 чёрная пешка · d3 чёрный конь · h2 чёрный конь · d1 белая ладья | c8 чёрный слон · d8 чёрная ладья · a7 чёрный ферзь · b7 чёрная пешка · c7 чёрная ладья · d7 чёрный король · g7 чёрная пешка · h7 белая ладья · g6 белый слон · h6 чёрная пешка · a5 чёрный слон · c5 белый ферзь · f5 белый король · g5 белый конь · h5 белый конь · e4 белая пешка · c3 чёрная пешка · d3 чёрный конь · h2 чёрный конь · d1 белая ладья | c8 чёрный слон · d8 чёрная ладья · a7 чёрный ферзь · b7 чёрная пешка · c7 чёрная ладья · d7 чёрный король · g7 чёрная пешка · h7 белая ладья · g6 белый слон · h6 чёрная пешка · a5 чёрный слон · c5 белый ферзь · f5 белый король · g5 белый конь · h5 белый конь · e4 белая пешка · c3 чёрная пешка · d3 чёрный конь · h2 чёрный конь · d1 белая ладья | c8 чёрный слон · d8 чёрная ладья · a7 чёрный ферзь · b7 чёрная пешка · c7 чёрная ладья · d7 чёрный король · g7 чёрная пешка · h7 белая ладья · g6 белый слон · h6 чёрная пешка · a5 чёрный слон · c5 белый ферзь · f5 белый король · g5 белый конь · h5 белый конь · e4 белая пешка · c3 чёрная пешка · d3 чёрный конь · h2 чёрный конь · d1 белая ладья | c8 чёрный слон · d8 чёрная ладья · a7 чёрный ферзь · b7 чёрная пешка · c7 чёрная ладья · d7 чёрный король · g7 чёрная пешка · h7 белая ладья · g6 белый слон · h6 чёрная пешка · a5 чёрный слон · c5 белый ферзь · f5 белый король · g5 белый конь · h5 белый конь · e4 белая пешка · c3 чёрная пешка · d3 чёрный конь · h2 чёрный конь · d1 белая ладья | c8 чёрный слон · d8 чёрная ладья · a7 чёрный ферзь · b7 чёрная пешка · c7 чёрная ладья · d7 чёрный король · g7 чёрная пешка · h7 белая ладья · g6 белый слон · h6 чёрная пешка · a5 чёрный слон · c5 белый ферзь · f5 белый король · g5 белый конь · h5 белый конь · e4 белая пешка · c3 чёрная пешка · d3 чёрный конь · h2 чёрный конь · d1 белая ладья | c8 чёрный слон · d8 чёрная ладья · a7 чёрный ферзь · b7 чёрная пешка · c7 чёрная ладья · d7 чёрный король · g7 чёрная пешка · h7 белая ладья · g6 белый слон · h6 чёрная пешка · a5 чёрный слон · c5 белый ферзь · f5 белый король · g5 белый конь · h5 белый конь · e4 белая пешка · c3 чёрная пешка · d3 чёрный конь · h2 чёрный конь · d1 белая ладья | c8 чёрный слон · d8 чёрная ладья · a7 чёрный ферзь · b7 чёрная пешка · c7 чёрная ладья · d7 чёрный король · g7 чёрная пешка · h7 белая ладья · g6 белый слон · h6 чёрная пешка · a5 чёрный слон · c5 белый ферзь · f5 белый король · g5 белый конь · h5 белый конь · e4 белая пешка · c3 чёрная пешка · d3 чёрный конь · h2 чёрный конь · d1 белая ладья | 1 |
|   | a | b | c | d | e | f | g | h |   |

Решение: 

1. Kf3 угроза 2. Фd6+ Kp: d6#

1…Ф:с5+ 2.Ке5+ 

1…Лf8+ 2.Kf6+ 

1…Cb4 2.Ф:c7+ 

1…Лc6 2.Фе7+ 

1…Л:с5+ 2.Ке5+ 

1…Фа6, Фb6 2.Kf6+ 

(1…K:f3 2.Фd6+)
|   | a | b | c | d | e | f | g | h |   |
| - | --- | --- | --- | --- | --- | --- | --- | --- | - |
| 8 | b8 белый слон · e6 белый конь · d5 белая пешка · f5 чёрный ферзь · h5 чёрная пешка · a4 белый ферзь · h4 чёрная пешка · c3 белый конь · d3 белая пешка · f3 чёрный король · g3 чёрная пешка · h3 белая пешка · d2 белая пешка · g2 чёрная пешка · e1 белая ладья · g1 белый король | b8 белый слон · e6 белый конь · d5 белая пешка · f5 чёрный ферзь · h5 чёрная пешка · a4 белый ферзь · h4 чёрная пешка · c3 белый конь · d3 белая пешка · f3 чёрный король · g3 чёрная пешка · h3 белая пешка · d2 белая пешка · g2 чёрная пешка · e1 белая ладья · g1 белый король | b8 белый слон · e6 белый конь · d5 белая пешка · f5 чёрный ферзь · h5 чёрная пешка · a4 белый ферзь · h4 чёрная пешка · c3 белый конь · d3 белая пешка · f3 чёрный король · g3 чёрная пешка · h3 белая пешка · d2 белая пешка · g2 чёрная пешка · e1 белая ладья · g1 белый король | b8 белый слон · e6 белый конь · d5 белая пешка · f5 чёрный ферзь · h5 чёрная пешка · a4 белый ферзь · h4 чёрная пешка · c3 белый конь · d3 белая пешка · f3 чёрный король · g3 чёрная пешка · h3 белая пешка · d2 белая пешка · g2 чёрная пешка · e1 белая ладья · g1 белый король | b8 белый слон · e6 белый конь · d5 белая пешка · f5 чёрный ферзь · h5 чёрная пешка · a4 белый ферзь · h4 чёрная пешка · c3 белый конь · d3 белая пешка · f3 чёрный король · g3 чёрная пешка · h3 белая пешка · d2 белая пешка · g2 чёрная пешка · e1 белая ладья · g1 белый король | b8 белый слон · e6 белый конь · d5 белая пешка · f5 чёрный ферзь · h5 чёрная пешка · a4 белый ферзь · h4 чёрная пешка · c3 белый конь · d3 белая пешка · f3 чёрный король · g3 чёрная пешка · h3 белая пешка · d2 белая пешка · g2 чёрная пешка · e1 белая ладья · g1 белый король | b8 белый слон · e6 белый конь · d5 белая пешка · f5 чёрный ферзь · h5 чёрная пешка · a4 белый ферзь · h4 чёрная пешка · c3 белый конь · d3 белая пешка · f3 чёрный король · g3 чёрная пешка · h3 белая пешка · d2 белая пешка · g2 чёрная пешка · e1 белая ладья · g1 белый король | b8 белый слон · e6 белый конь · d5 белая пешка · f5 чёрный ферзь · h5 чёрная пешка · a4 белый ферзь · h4 чёрная пешка · c3 белый конь · d3 белая пешка · f3 чёрный король · g3 чёрная пешка · h3 белая пешка · d2 белая пешка · g2 чёрная пешка · e1 белая ладья · g1 белый король | 8 |
| 7 | b8 белый слон · e6 белый конь · d5 белая пешка · f5 чёрный ферзь · h5 чёрная пешка · a4 белый ферзь · h4 чёрная пешка · c3 белый конь · d3 белая пешка · f3 чёрный король · g3 чёрная пешка · h3 белая пешка · d2 белая пешка · g2 чёрная пешка · e1 белая ладья · g1 белый король | b8 белый слон · e6 белый конь · d5 белая пешка · f5 чёрный ферзь · h5 чёрная пешка · a4 белый ферзь · h4 чёрная пешка · c3 белый конь · d3 белая пешка · f3 чёрный король · g3 чёрная пешка · h3 белая пешка · d2 белая пешка · g2 чёрная пешка · e1 белая ладья · g1 белый король | b8 белый слон · e6 белый конь · d5 белая пешка · f5 чёрный ферзь · h5 чёрная пешка · a4 белый ферзь · h4 чёрная пешка · c3 белый конь · d3 белая пешка · f3 чёрный король · g3 чёрная пешка · h3 белая пешка · d2 белая пешка · g2 чёрная пешка · e1 белая ладья · g1 белый король | b8 белый слон · e6 белый конь · d5 белая пешка · f5 чёрный ферзь · h5 чёрная пешка · a4 белый ферзь · h4 чёрная пешка · c3 белый конь · d3 белая пешка · f3 чёрный король · g3 чёрная пешка · h3 белая пешка · d2 белая пешка · g2 чёрная пешка · e1 белая ладья · g1 белый король | b8 белый слон · e6 белый конь · d5 белая пешка · f5 чёрный ферзь · h5 чёрная пешка · a4 белый ферзь · h4 чёрная пешка · c3 белый конь · d3 белая пешка · f3 чёрный король · g3 чёрная пешка · h3 белая пешка · d2 белая пешка · g2 чёрная пешка · e1 белая ладья · g1 белый король | b8 белый слон · e6 белый конь · d5 белая пешка · f5 чёрный ферзь · h5 чёрная пешка · a4 белый ферзь · h4 чёрная пешка · c3 белый конь · d3 белая пешка · f3 чёрный король · g3 чёрная пешка · h3 белая пешка · d2 белая пешка · g2 чёрная пешка · e1 белая ладья · g1 белый король | b8 белый слон · e6 белый конь · d5 белая пешка · f5 чёрный ферзь · h5 чёрная пешка · a4 белый ферзь · h4 чёрная пешка · c3 белый конь · d3 белая пешка · f3 чёрный король · g3 чёрная пешка · h3 белая пешка · d2 белая пешка · g2 чёрная пешка · e1 белая ладья · g1 белый король | b8 белый слон · e6 белый конь · d5 белая пешка · f5 чёрный ферзь · h5 чёрная пешка · a4 белый ферзь · h4 чёрная пешка · c3 белый конь · d3 белая пешка · f3 чёрный король · g3 чёрная пешка · h3 белая пешка · d2 белая пешка · g2 чёрная пешка · e1 белая ладья · g1 белый король | 7 |
| 6 | b8 белый слон · e6 белый конь · d5 белая пешка · f5 чёрный ферзь · h5 чёрная пешка · a4 белый ферзь · h4 чёрная пешка · c3 белый конь · d3 белая пешка · f3 чёрный король · g3 чёрная пешка · h3 белая пешка · d2 белая пешка · g2 чёрная пешка · e1 белая ладья · g1 белый король | b8 белый слон · e6 белый конь · d5 белая пешка · f5 чёрный ферзь · h5 чёрная пешка · a4 белый ферзь · h4 чёрная пешка · c3 белый конь · d3 белая пешка · f3 чёрный король · g3 чёрная пешка · h3 белая пешка · d2 белая пешка · g2 чёрная пешка · e1 белая ладья · g1 белый король | b8 белый слон · e6 белый конь · d5 белая пешка · f5 чёрный ферзь · h5 чёрная пешка · a4 белый ферзь · h4 чёрная пешка · c3 белый конь · d3 белая пешка · f3 чёрный король · g3 чёрная пешка · h3 белая пешка · d2 белая пешка · g2 чёрная пешка · e1 белая ладья · g1 белый король | b8 белый слон · e6 белый конь · d5 белая пешка · f5 чёрный ферзь · h5 чёрная пешка · a4 белый ферзь · h4 чёрная пешка · c3 белый конь · d3 белая пешка · f3 чёрный король · g3 чёрная пешка · h3 белая пешка · d2 белая пешка · g2 чёрная пешка · e1 белая ладья · g1 белый король | b8 белый слон · e6 белый конь · d5 белая пешка · f5 чёрный ферзь · h5 чёрная пешка · a4 белый ферзь · h4 чёрная пешка · c3 белый конь · d3 белая пешка · f3 чёрный король · g3 чёрная пешка · h3 белая пешка · d2 белая пешка · g2 чёрная пешка · e1 белая ладья · g1 белый король | b8 белый слон · e6 белый конь · d5 белая пешка · f5 чёрный ферзь · h5 чёрная пешка · a4 белый ферзь · h4 чёрная пешка · c3 белый конь · d3 белая пешка · f3 чёрный король · g3 чёрная пешка · h3 белая пешка · d2 белая пешка · g2 чёрная пешка · e1 белая ладья · g1 белый король | b8 белый слон · e6 белый конь · d5 белая пешка · f5 чёрный ферзь · h5 чёрная пешка · a4 белый ферзь · h4 чёрная пешка · c3 белый конь · d3 белая пешка · f3 чёрный король · g3 чёрная пешка · h3 белая пешка · d2 белая пешка · g2 чёрная пешка · e1 белая ладья · g1 белый король | b8 белый слон · e6 белый конь · d5 белая пешка · f5 чёрный ферзь · h5 чёрная пешка · a4 белый ферзь · h4 чёрная пешка · c3 белый конь · d3 белая пешка · f3 чёрный король · g3 чёрная пешка · h3 белая пешка · d2 белая пешка · g2 чёрная пешка · e1 белая ладья · g1 белый король | 6 |
| 5 | b8 белый слон · e6 белый конь · d5 белая пешка · f5 чёрный ферзь · h5 чёрная пешка · a4 белый ферзь · h4 чёрная пешка · c3 белый конь · d3 белая пешка · f3 чёрный король · g3 чёрная пешка · h3 белая пешка · d2 белая пешка · g2 чёрная пешка · e1 белая ладья · g1 белый король | b8 белый слон · e6 белый конь · d5 белая пешка · f5 чёрный ферзь · h5 чёрная пешка · a4 белый ферзь · h4 чёрная пешка · c3 белый конь · d3 белая пешка · f3 чёрный король · g3 чёрная пешка · h3 белая пешка · d2 белая пешка · g2 чёрная пешка · e1 белая ладья · g1 белый король | b8 белый слон · e6 белый конь · d5 белая пешка · f5 чёрный ферзь · h5 чёрная пешка · a4 белый ферзь · h4 чёрная пешка · c3 белый конь · d3 белая пешка · f3 чёрный король · g3 чёрная пешка · h3 белая пешка · d2 белая пешка · g2 чёрная пешка · e1 белая ладья · g1 белый король | b8 белый слон · e6 белый конь · d5 белая пешка · f5 чёрный ферзь · h5 чёрная пешка · a4 белый ферзь · h4 чёрная пешка · c3 белый конь · d3 белая пешка · f3 чёрный король · g3 чёрная пешка · h3 белая пешка · d2 белая пешка · g2 чёрная пешка · e1 белая ладья · g1 белый король | b8 белый слон · e6 белый конь · d5 белая пешка · f5 чёрный ферзь · h5 чёрная пешка · a4 белый ферзь · h4 чёрная пешка · c3 белый конь · d3 белая пешка · f3 чёрный король · g3 чёрная пешка · h3 белая пешка · d2 белая пешка · g2 чёрная пешка · e1 белая ладья · g1 белый король | b8 белый слон · e6 белый конь · d5 белая пешка · f5 чёрный ферзь · h5 чёрная пешка · a4 белый ферзь · h4 чёрная пешка · c3 белый конь · d3 белая пешка · f3 чёрный король · g3 чёрная пешка · h3 белая пешка · d2 белая пешка · g2 чёрная пешка · e1 белая ладья · g1 белый король | b8 белый слон · e6 белый конь · d5 белая пешка · f5 чёрный ферзь · h5 чёрная пешка · a4 белый ферзь · h4 чёрная пешка · c3 белый конь · d3 белая пешка · f3 чёрный король · g3 чёрная пешка · h3 белая пешка · d2 белая пешка · g2 чёрная пешка · e1 белая ладья · g1 белый король | b8 белый слон · e6 белый конь · d5 белая пешка · f5 чёрный ферзь · h5 чёрная пешка · a4 белый ферзь · h4 чёрная пешка · c3 белый конь · d3 белая пешка · f3 чёрный король · g3 чёрная пешка · h3 белая пешка · d2 белая пешка · g2 чёрная пешка · e1 белая ладья · g1 белый король | 5 |
| 4 | b8 белый слон · e6 белый конь · d5 белая пешка · f5 чёрный ферзь · h5 чёрная пешка · a4 белый ферзь · h4 чёрная пешка · c3 белый конь · d3 белая пешка · f3 чёрный король · g3 чёрная пешка · h3 белая пешка · d2 белая пешка · g2 чёрная пешка · e1 белая ладья · g1 белый король | b8 белый слон · e6 белый конь · d5 белая пешка · f5 чёрный ферзь · h5 чёрная пешка · a4 белый ферзь · h4 чёрная пешка · c3 белый конь · d3 белая пешка · f3 чёрный король · g3 чёрная пешка · h3 белая пешка · d2 белая пешка · g2 чёрная пешка · e1 белая ладья · g1 белый король | b8 белый слон · e6 белый конь · d5 белая пешка · f5 чёрный ферзь · h5 чёрная пешка · a4 белый ферзь · h4 чёрная пешка · c3 белый конь · d3 белая пешка · f3 чёрный король · g3 чёрная пешка · h3 белая пешка · d2 белая пешка · g2 чёрная пешка · e1 белая ладья · g1 белый король | b8 белый слон · e6 белый конь · d5 белая пешка · f5 чёрный ферзь · h5 чёрная пешка · a4 белый ферзь · h4 чёрная пешка · c3 белый конь · d3 белая пешка · f3 чёрный король · g3 чёрная пешка · h3 белая пешка · d2 белая пешка · g2 чёрная пешка · e1 белая ладья · g1 белый король | b8 белый слон · e6 белый конь · d5 белая пешка · f5 чёрный ферзь · h5 чёрная пешка · a4 белый ферзь · h4 чёрная пешка · c3 белый конь · d3 белая пешка · f3 чёрный король · g3 чёрная пешка · h3 белая пешка · d2 белая пешка · g2 чёрная пешка · e1 белая ладья · g1 белый король | b8 белый слон · e6 белый конь · d5 белая пешка · f5 чёрный ферзь · h5 чёрная пешка · a4 белый ферзь · h4 чёрная пешка · c3 белый конь · d3 белая пешка · f3 чёрный король · g3 чёрная пешка · h3 белая пешка · d2 белая пешка · g2 чёрная пешка · e1 белая ладья · g1 белый король | b8 белый слон · e6 белый конь · d5 белая пешка · f5 чёрный ферзь · h5 чёрная пешка · a4 белый ферзь · h4 чёрная пешка · c3 белый конь · d3 белая пешка · f3 чёрный король · g3 чёрная пешка · h3 белая пешка · d2 белая пешка · g2 чёрная пешка · e1 белая ладья · g1 белый король | b8 белый слон · e6 белый конь · d5 белая пешка · f5 чёрный ферзь · h5 чёрная пешка · a4 белый ферзь · h4 чёрная пешка · c3 белый конь · d3 белая пешка · f3 чёрный король · g3 чёрная пешка · h3 белая пешка · d2 белая пешка · g2 чёрная пешка · e1 белая ладья · g1 белый король | 4 |
| 3 | b8 белый слон · e6 белый конь · d5 белая пешка · f5 чёрный ферзь · h5 чёрная пешка · a4 белый ферзь · h4 чёрная пешка · c3 белый конь · d3 белая пешка · f3 чёрный король · g3 чёрная пешка · h3 белая пешка · d2 белая пешка · g2 чёрная пешка · e1 белая ладья · g1 белый король | b8 белый слон · e6 белый конь · d5 белая пешка · f5 чёрный ферзь · h5 чёрная пешка · a4 белый ферзь · h4 чёрная пешка · c3 белый конь · d3 белая пешка · f3 чёрный король · g3 чёрная пешка · h3 белая пешка · d2 белая пешка · g2 чёрная пешка · e1 белая ладья · g1 белый король | b8 белый слон · e6 белый конь · d5 белая пешка · f5 чёрный ферзь · h5 чёрная пешка · a4 белый ферзь · h4 чёрная пешка · c3 белый конь · d3 белая пешка · f3 чёрный король · g3 чёрная пешка · h3 белая пешка · d2 белая пешка · g2 чёрная пешка · e1 белая ладья · g1 белый король | b8 белый слон · e6 белый конь · d5 белая пешка · f5 чёрный ферзь · h5 чёрная пешка · a4 белый ферзь · h4 чёрная пешка · c3 белый конь · d3 белая пешка · f3 чёрный король · g3 чёрная пешка · h3 белая пешка · d2 белая пешка · g2 чёрная пешка · e1 белая ладья · g1 белый король | b8 белый слон · e6 белый конь · d5 белая пешка · f5 чёрный ферзь · h5 чёрная пешка · a4 белый ферзь · h4 чёрная пешка · c3 белый конь · d3 белая пешка · f3 чёрный король · g3 чёрная пешка · h3 белая пешка · d2 белая пешка · g2 чёрная пешка · e1 белая ладья · g1 белый король | b8 белый слон · e6 белый конь · d5 белая пешка · f5 чёрный ферзь · h5 чёрная пешка · a4 белый ферзь · h4 чёрная пешка · c3 белый конь · d3 белая пешка · f3 чёрный король · g3 чёрная пешка · h3 белая пешка · d2 белая пешка · g2 чёрная пешка · e1 белая ладья · g1 белый король | b8 белый слон · e6 белый конь · d5 белая пешка · f5 чёрный ферзь · h5 чёрная пешка · a4 белый ферзь · h4 чёрная пешка · c3 белый конь · d3 белая пешка · f3 чёрный король · g3 чёрная пешка · h3 белая пешка · d2 белая пешка · g2 чёрная пешка · e1 белая ладья · g1 белый король | b8 белый слон · e6 белый конь · d5 белая пешка · f5 чёрный ферзь · h5 чёрная пешка · a4 белый ферзь · h4 чёрная пешка · c3 белый конь · d3 белая пешка · f3 чёрный король · g3 чёрная пешка · h3 белая пешка · d2 белая пешка · g2 чёрная пешка · e1 белая ладья · g1 белый король | 3 |
| 2 | b8 белый слон · e6 белый конь · d5 белая пешка · f5 чёрный ферзь · h5 чёрная пешка · a4 белый ферзь · h4 чёрная пешка · c3 белый конь · d3 белая пешка · f3 чёрный король · g3 чёрная пешка · h3 белая пешка · d2 белая пешка · g2 чёрная пешка · e1 белая ладья · g1 белый король | b8 белый слон · e6 белый конь · d5 белая пешка · f5 чёрный ферзь · h5 чёрная пешка · a4 белый ферзь · h4 чёрная пешка · c3 белый конь · d3 белая пешка · f3 чёрный король · g3 чёрная пешка · h3 белая пешка · d2 белая пешка · g2 чёрная пешка · e1 белая ладья · g1 белый король | b8 белый слон · e6 белый конь · d5 белая пешка · f5 чёрный ферзь · h5 чёрная пешка · a4 белый ферзь · h4 чёрная пешка · c3 белый конь · d3 белая пешка · f3 чёрный король · g3 чёрная пешка · h3 белая пешка · d2 белая пешка · g2 чёрная пешка · e1 белая ладья · g1 белый король | b8 белый слон · e6 белый конь · d5 белая пешка · f5 чёрный ферзь · h5 чёрная пешка · a4 белый ферзь · h4 чёрная пешка · c3 белый конь · d3 белая пешка · f3 чёрный король · g3 чёрная пешка · h3 белая пешка · d2 белая пешка · g2 чёрная пешка · e1 белая ладья · g1 белый король | b8 белый слон · e6 белый конь · d5 белая пешка · f5 чёрный ферзь · h5 чёрная пешка · a4 белый ферзь · h4 чёрная пешка · c3 белый конь · d3 белая пешка · f3 чёрный король · g3 чёрная пешка · h3 белая пешка · d2 белая пешка · g2 чёрная пешка · e1 белая ладья · g1 белый король | b8 белый слон · e6 белый конь · d5 белая пешка · f5 чёрный ферзь · h5 чёрная пешка · a4 белый ферзь · h4 чёрная пешка · c3 белый конь · d3 белая пешка · f3 чёрный король · g3 чёрная пешка · h3 белая пешка · d2 белая пешка · g2 чёрная пешка · e1 белая ладья · g1 белый король | b8 белый слон · e6 белый конь · d5 белая пешка · f5 чёрный ферзь · h5 чёрная пешка · a4 белый ферзь · h4 чёрная пешка · c3 белый конь · d3 белая пешка · f3 чёрный король · g3 чёрная пешка · h3 белая пешка · d2 белая пешка · g2 чёрная пешка · e1 белая ладья · g1 белый король | b8 белый слон · e6 белый конь · d5 белая пешка · f5 чёрный ферзь · h5 чёрная пешка · a4 белый ферзь · h4 чёрная пешка · c3 белый конь · d3 белая пешка · f3 чёрный король · g3 чёрная пешка · h3 белая пешка · d2 белая пешка · g2 чёрная пешка · e1 белая ладья · g1 белый король | 2 |
| 1 | b8 белый слон · e6 белый конь · d5 белая пешка · f5 чёрный ферзь · h5 чёрная пешка · a4 белый ферзь · h4 чёрная пешка · c3 белый конь · d3 белая пешка · f3 чёрный король · g3 чёрная пешка · h3 белая пешка · d2 белая пешка · g2 чёрная пешка · e1 белая ладья · g1 белый король | b8 белый слон · e6 белый конь · d5 белая пешка · f5 чёрный ферзь · h5 чёрная пешка · a4 белый ферзь · h4 чёрная пешка · c3 белый конь · d3 белая пешка · f3 чёрный король · g3 чёрная пешка · h3 белая пешка · d2 белая пешка · g2 чёрная пешка · e1 белая ладья · g1 белый король | b8 белый слон · e6 белый конь · d5 белая пешка · f5 чёрный ферзь · h5 чёрная пешка · a4 белый ферзь · h4 чёрная пешка · c3 белый конь · d3 белая пешка · f3 чёрный король · g3 чёрная пешка · h3 белая пешка · d2 белая пешка · g2 чёрная пешка · e1 белая ладья · g1 белый король | b8 белый слон · e6 белый конь · d5 белая пешка · f5 чёрный ферзь · h5 чёрная пешка · a4 белый ферзь · h4 чёрная пешка · c3 белый конь · d3 белая пешка · f3 чёрный король · g3 чёрная пешка · h3 белая пешка · d2 белая пешка · g2 чёрная пешка · e1 белая ладья · g1 белый король | b8 белый слон · e6 белый конь · d5 белая пешка · f5 чёрный ферзь · h5 чёрная пешка · a4 белый ферзь · h4 чёрная пешка · c3 белый конь · d3 белая пешка · f3 чёрный король · g3 чёрная пешка · h3 белая пешка · d2 белая пешка · g2 чёрная пешка · e1 белая ладья · g1 белый король | b8 белый слон · e6 белый конь · d5 белая пешка · f5 чёрный ферзь · h5 чёрная пешка · a4 белый ферзь · h4 чёрная пешка · c3 белый конь · d3 белая пешка · f3 чёрный король · g3 чёрная пешка · h3 белая пешка · d2 белая пешка · g2 чёрная пешка · e1 белая ладья · g1 белый король | b8 белый слон · e6 белый конь · d5 белая пешка · f5 чёрный ферзь · h5 чёрная пешка · a4 белый ферзь · h4 чёрная пешка · c3 белый конь · d3 белая пешка · f3 чёрный король · g3 чёрная пешка · h3 белая пешка · d2 белая пешка · g2 чёрная пешка · e1 белая ладья · g1 белый король | b8 белый слон · e6 белый конь · d5 белая пешка · f5 чёрный ферзь · h5 чёрная пешка · a4 белый ферзь · h4 чёрная пешка · c3 белый конь · d3 белая пешка · f3 чёрный король · g3 чёрная пешка · h3 белая пешка · d2 белая пешка · g2 чёрная пешка · e1 белая ладья · g1 белый король | 1 |
|   | a | b | c | d | e | f | g | h |   |

Решение: 

1. Ла1! (с угрозами 2. Фе4+ Ф:е4 3. Kd4+ Ф:d4# и 2. Фf4+ Ф:f4 3. Kd4+)

1…Ф:е6 (Фе4) 2. Фd1+ Фе2 3.Кb1! — цугцванг — 3…Ф:d1#,

1…Ф:h3 2. Kd4+ Kpg4 3.Ке4! — цугцванг — 3…Фh1(h2)#.